# Carmen Miranda
Carmen Miranda (Marco de Canaveses, 9 februari 1909 – Beverly Hills, 5 augustus 1955) was een Portugees-Braziliaans zangeres en actrice.

## Biografie
Ze werd in Portugal geboren als Maria do Carmo Miranda da Cunha, maar verhuisde op jonge leeftijd naar Brazilië.

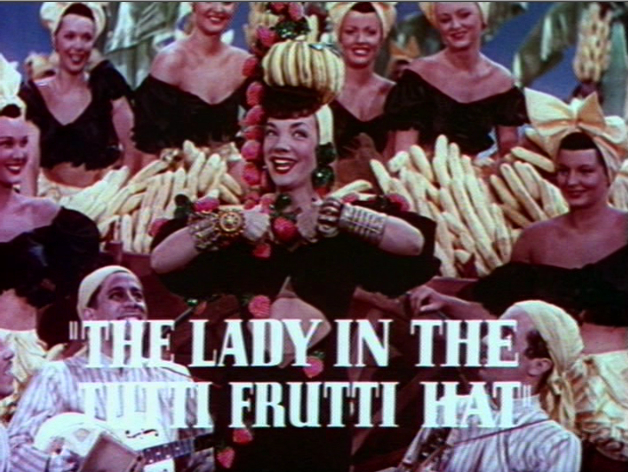
The lady in the tutti-frutti hat
(1944), The Gang's All Here

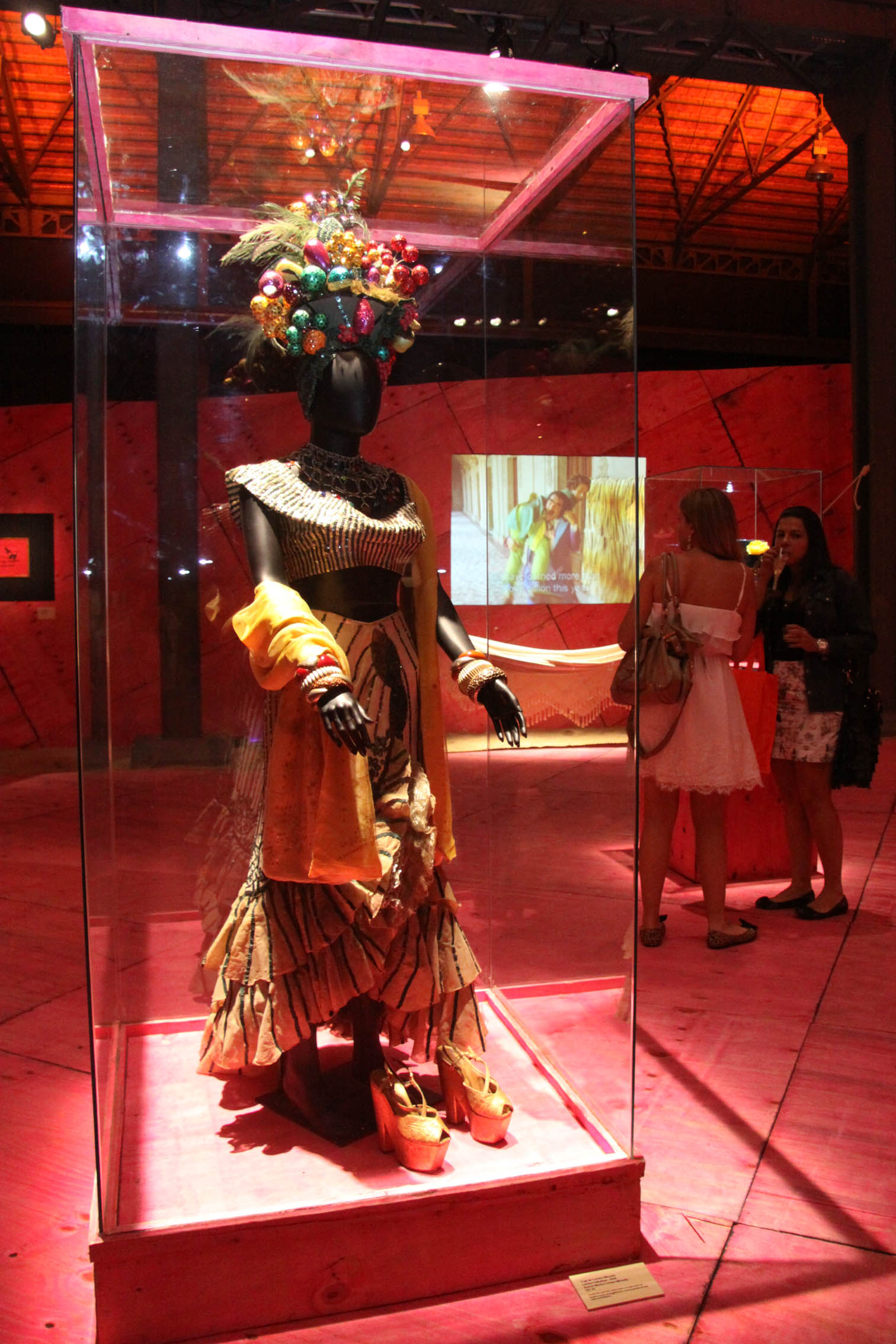
Een jurk van Carmen Miranda
(2011), Exposição Universo Tropical, Fashion Rio

Miranda werd in Brazilië bekend door haar vernieuwende techniek, waarmee ze een van de eerste samba-supersterren werd. Haar rollen in Amerikaanse films schilderden haar echter af als een komische "Zuid-Amerikaanse" zangeres en ze werd vaak afgebeeld met een hoog, met fruit opgemaakt hoofddeksel. Ze stond daarom ook bekend als "the lady in the tutti-frutti hat". Dit beeld is sindsdien vaak gebruikt in karikaturen. Haar lied Bananas is my business was gebaseerd op een regel uit een van haar films, en sloeg direct op haar imago. In de Verenigde Staten maakte ze met haar 'fruitige' verschijning zo'n impact dat ze de bijnaam "The Brazilian Bombshell" kreeg.
Na een zure terugkomst in Brazilië in 1940 bracht ze een lied uit in het Portugees, "Disseram que eu voltei americanizada" ofwel "Ze zeggen dat ik als een Amerikaanse terugkwam". Ze ging terug naar Amerika, en kwam pas 14 jaar later terug naar Brazilië voor een korte vakantie.
Na veel gezondheidsproblemen, zowel mentaal als fysiek, overleed ze op 5 augustus 1955 thuis aan een hartaanval, nadat ze tijdens de opnamen voor een televisieprogramma de dag ervoor al niet goed was geworden. Ze ligt begraven op de begraafplaats Cemitério de São João Batista in Rio de Janeiro.

## Media

### Video
- O Que é que a Baiana tem
(1939), Banana da Terra
- Begrafenis van Carmen Miranda
(1955), Cinejornal Informativo

### Galerij

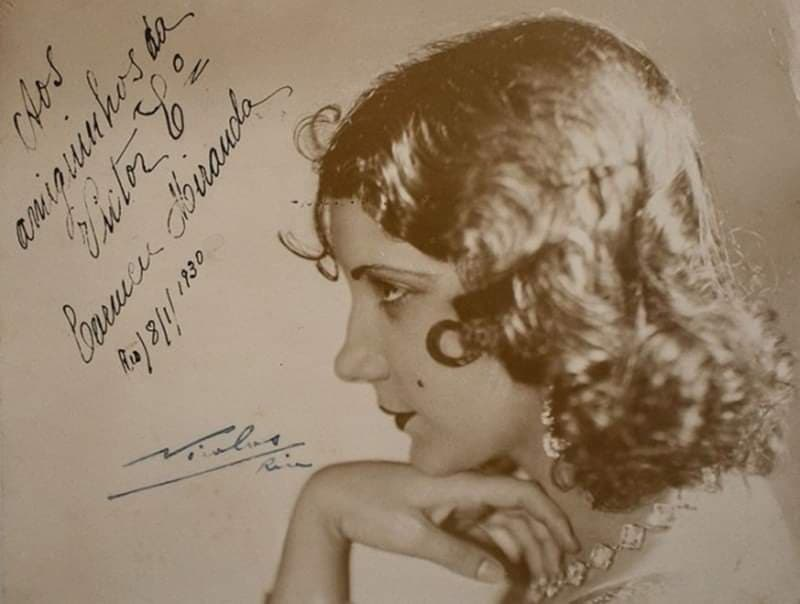
Gesigneerde foto van Carmen Miranda (1930)
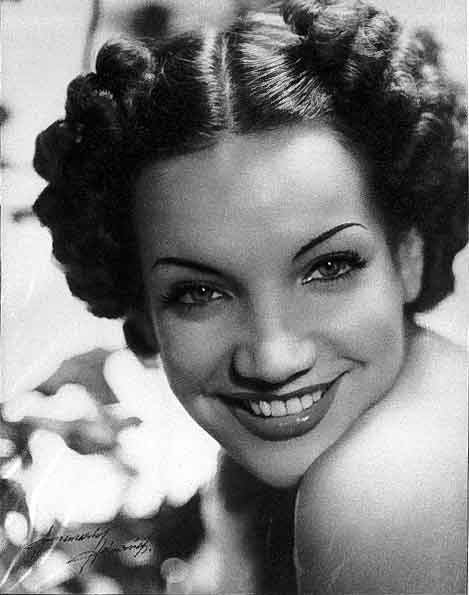
Carmen Miranda (ca.1935), Annemarie Heinrich
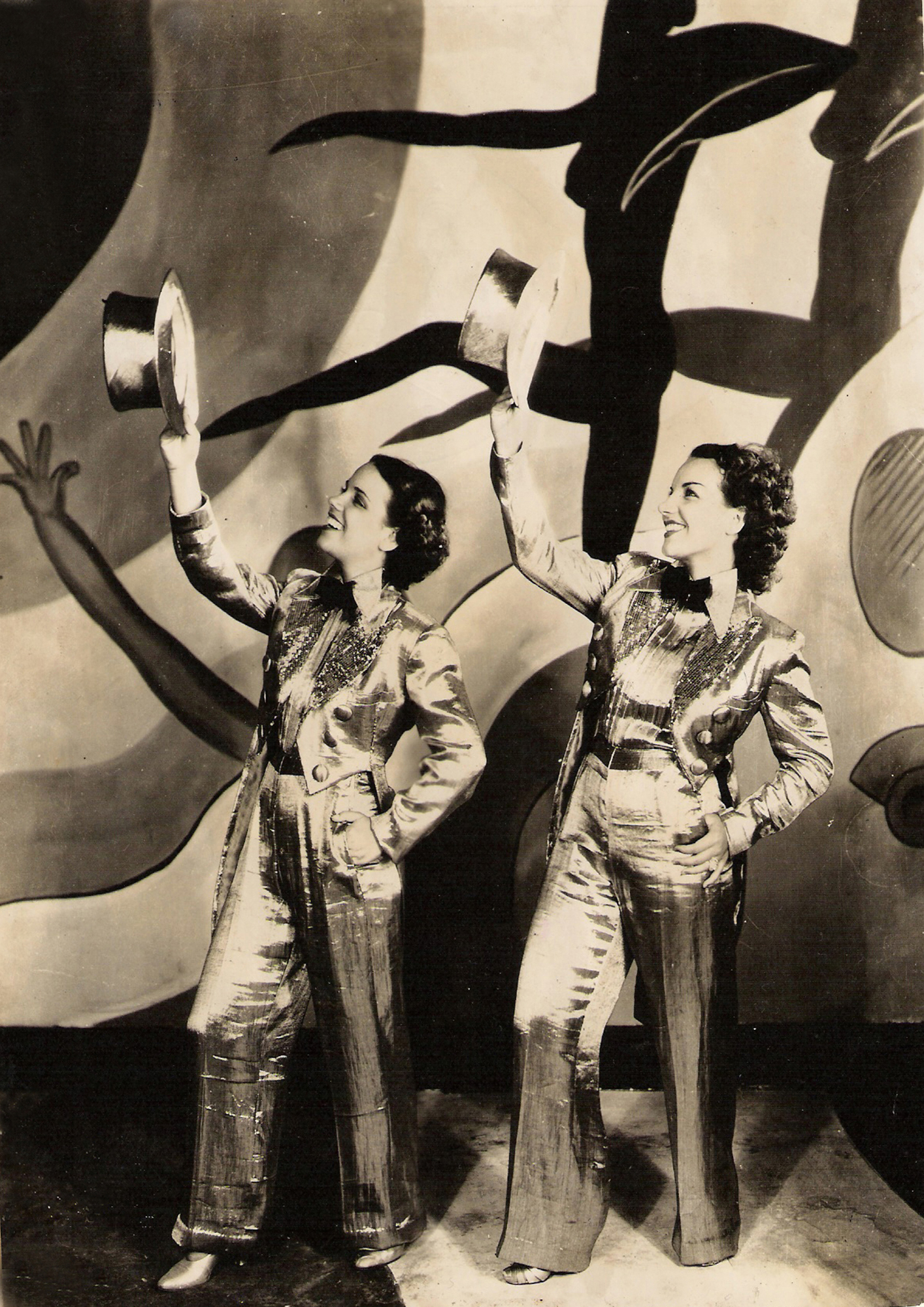
Carmen met haar zus Aurora Miranda (1935), Alô, Alô Carnaval
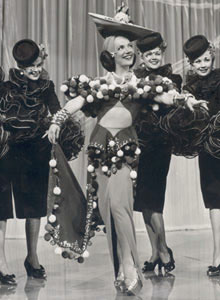
Carmen Miranda (1943), The Gang's all here
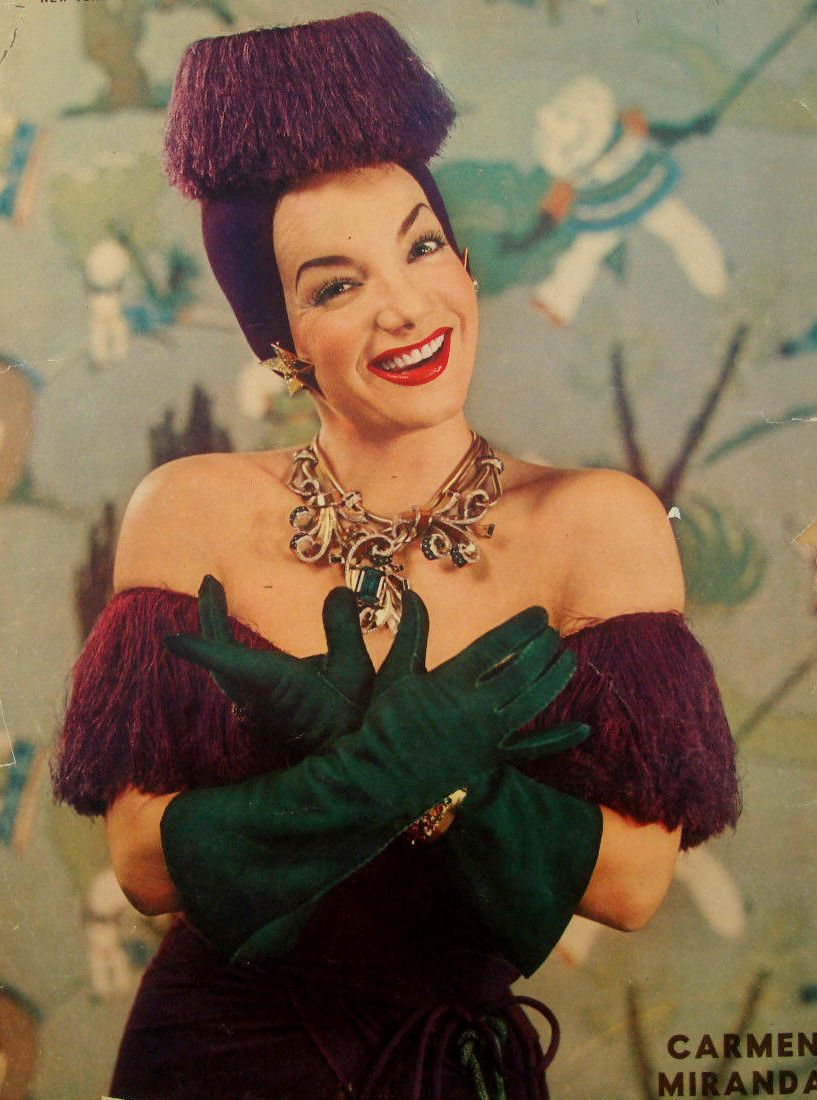
Carmen Miranda (1943), New York Sunday News
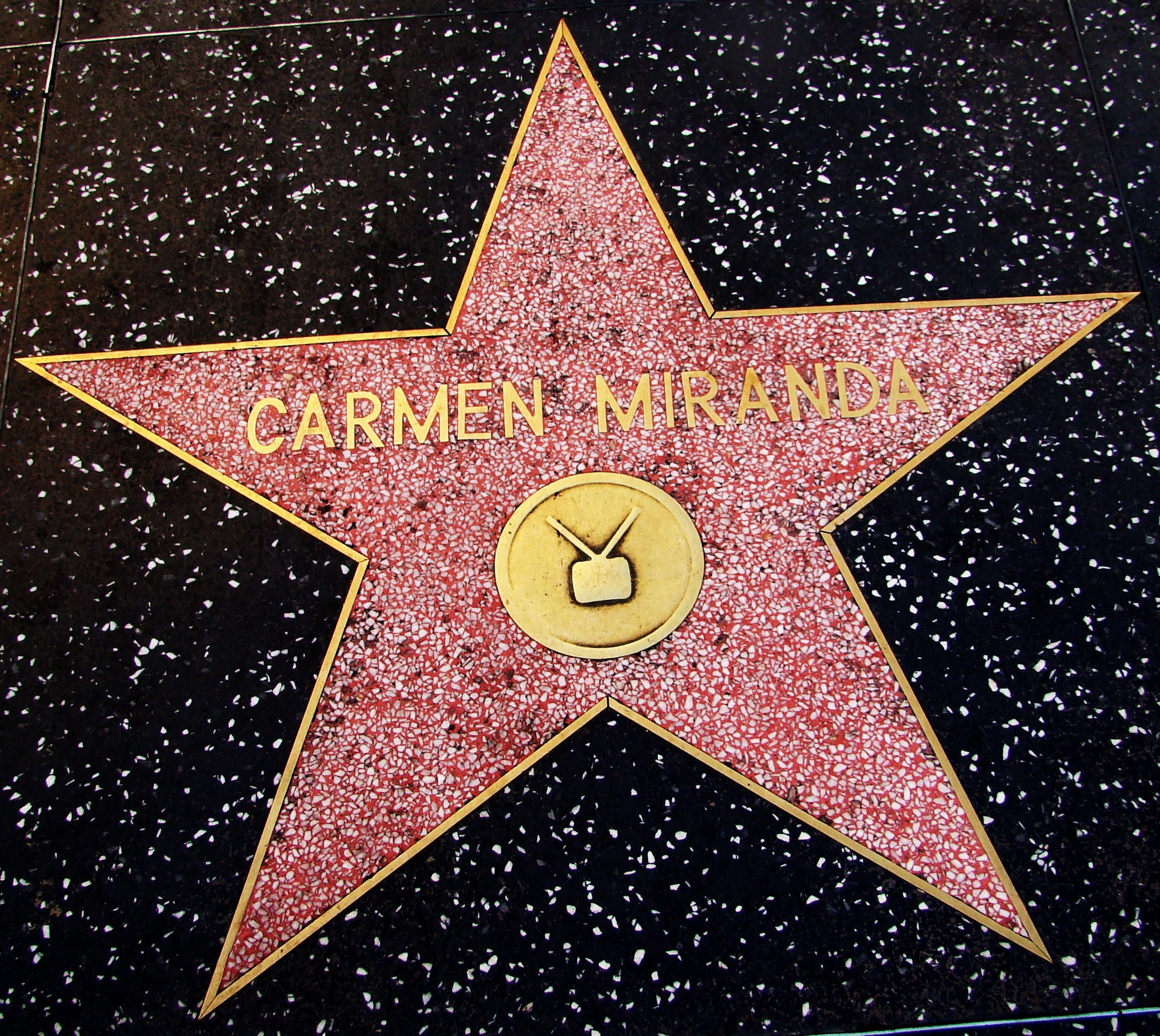
De ster van Miranda op de Hollywood Walk of Fame